# I liga brazylijska w piłce nożnej (1993)
Brazylia 1993
Mistrzem Brazylii został klub SE Palmeiras, natomiast wicemistrzem Brazylii – klub EC Vitória.
Do Copa Libertadores w roku 1994 zakwalifikowały się następujące kluby:
- SE Palmeiras (mistrz Brazylii)
- Cruzeiro EC (zwycięzca Copa do Brasil)
- São Paulo (obrońca tytułu)

Do Copa CONMEBOL w roku 1994 zakwalifikowały się następujące kluby:
- Grêmio Porto Alegre (finalista Copa do Brasil)
- EC Vitória (wicemistrz Brazylii)
- Corinthians Paulista (3 miejsce)
- Botafogo FR (obrońca tytułu)

Osiem najsłabszych klubów spadło do drugiej ligi (Campeonato Brasileiro Série B)
- América Mineiro
- Ceará SC
- Coritiba FBC
- Santa Cruz FC
- Athletico Paranaense
- Goiás EC
- Fortaleza
- Desportiva Cariacica

Ponieważ w 1993 roku nie było rozgrywek II ligi, więc nikt nie awansował, w konsekwencji czego I liga zmniejszona została z 32 do 24 klubów.

## Campeonato Brasileiro Série A – sezon 1993

### Pierwszy etap
W mistrzostwach wzięły udział 32 kluby, które podzielone zostały na 4 grupy po 8 drużyn. Po 3 najlepsze kluby z grup A i B awansowały do drugiego etapu, natomiast z grup C i D do drugiego etapu awansowały tylko 2 kluby (po 2 najlepsze kluby z każdej z tych grup utworzyły grupę czterech klubów, które stoczyły baraże dla wyłonienia najlepszej dwójki). Do drugiej ligi spadło 8 klubów – po 4 najsłabsze kluby z grup C i D.
CBF podjęła decyzję, by członkowie Clube dos 13 (albo Clube dos Treze – grupa najbogatszych klubów w Brazylii), do których należały EC Bahia, Botafogo FR, Fluminense FC, CR Flamengo, CR Vasco da Gama, Corinthians Paulista, SE Palmeiras, São Paulo, Santos FC, Cruzeiro EC, Atlético Mineiro, SC Internacional, Grêmio Porto Alegre, utworzyły grupy A i B. Do obu tych grup dołączono najlepiej spisujące się w poprzednim sezonie zespoły – CA Bragantino, Sport Recife i Guarani FC.
Pozostałe kluby, które arbitralnie uznano za słabsze, utworzyły grupy C i D i tylko uczestnicy tych dwóch grup zagrożeni byli spadkiem do drugiej ligi. Stworzyło to sytuację, w której Grêmio Porto Alegre, 11. zespół drugiej ligi w poprzednim sezonie, nie był zagrożony spadkiem, podczas gdy mistrz drugiej ligi poprzedniego sezonu, Paraná Clube, musiał się liczyć z taką możliwością.

#### Kolejka 1
| Data            | Mecz                                                                     |
| --------------- | ------------------------------------------------------------------------ |
| 6 września 1993 | São Paulo – SC Internacional 3:2 Matosas, Dinho, Jura – Paulinho, Wágner |
| 6 września 1993 | CA Bragantino – Botafogo FR 0:0                                          |
| 7 września 1993 | Cruzeiro EC – Corinthians Paulista 0:2 Tupãzinho, Leandro Silva          |
| 7 września 1993 | EC Bahia – CR Flamengo 1:1 Marcelo – Casagrande                          |

| Data            | Mecz                                                                          |
| --------------- | ----------------------------------------------------------------------------- |
| 4 września 1993 | Guarani FC – SE Palmeiras 1:1 Gustavo – Alexandre Rosa                        |
| 4 września 1993 | Grêmio Porto Alegre – Fluminense FC 3:2 Sérgio Winck, Gílson, Adil – Ézio (2) |
| 5 września 1993 | CR Vasco da Gama – Atlético Mineiro 1:0 Valdir                                |
| 7 września 1993 | Sport Recife – Santos FC 0:2 Zé Renato, Almir                                 |

| Data            | Mecz                                                                 |
| --------------- | -------------------------------------------------------------------- |
| 4 września 1993 | Náutico – Santa Cruz FC 2:1 Niquinha, Mílton Lima – Marco Antônio    |
| 4 września 1993 | Goiás EC – EC Vitória 0:3 Pichetti (2), Paulo Isidoro                |
| 7 września 1993 | Ceará SC – Fortaleza 3:1 Vítor Hugo, Sérgio Alves, Mirandinha – Elói |
| 7 września 1993 | Clube do Remo – Paysandu SC 2:1 Ageu, Mário César – Marcos Roberto   |

| Data            | Mecz |
| --------------- | --- |
| 4 września 1993 | Portuguesa – Criciúma 5:2 Bentinho (2), Paulinho Kobayashi, Maurício, Fernando – Paulo da Pinta, Everaldo |
| 4 września 1993 | Paraná Clube – América Mineiro 1:3 Gralak – Euller, Hamílton, Flávio                                      |
| 4 września 1993 | Athletico Paranaense – União São João EC 0:3 Osias (2), Edinho                                            |
| 4 września 1993 | Desportiva Cariacica – Coritiba FBC 0:1 Ronaldo                                                           |

#### Kolejka 2
| Data             | Mecz                                                                                   |
| ---------------- | -------------------------------------------------------------------------------------- |
| 11 września 1993 | SC Internacional – Botafogo FR 1:0 Vladimir                                            |
| 12 września 1993 | São Paulo – Corinthians Paulista 1:1 Matosas – Elias                                   |
| 12 września 1993 | CR Flamengo – CA Bragantino 1:1 Júnior Baiano – João Santos                            |
| 12 września 1993 | EC Bahia – Cruzeiro EC 1:3 Naldinho – Marco Antônio Boiadeiro, Roberto Gaúcho, Ronaldo |

| Data                | Mecz                                                                  |
| ------------------- | --------------------------------------------------------------------- |
| 11 września 1993    | Atlético Mineiro – Santos FC 1:1 Valdir – Darci                       |
| 12 września 1993    | SE Palmeiras – Sport Recife 3:0 Edmundo (2), Paulo Sérgio             |
| 13 września 1993    | Guarani FC – Grêmio Porto Alegre 2:2 Djalminha (2) – Pingo, Gílson    |
| 6 października 1993 | Fluminense FC – CR Vasco da Gama 1:3 Lira – França, Geovani, Hernande |

| Data             | Mecz                                                       |
| ---------------- | ---------------------------------------------------------- |
| 11 września 1993 | EC Vitória – Fortaleza 0:0                                 |
| 11 września 1993 | Santa Cruz FC – Paysandu SC 0:1 Jorginho                   |
| 12 września 1993 | Ceará SC – Goiás EC 3:1 Júnior Xavier (2), Ivanildo – Alex |
| 12 września 1993 | Clube do Remo – Náutico 2:1 Ageu, Agnaldo – Maurício       |

| Data             | Mecz |
| ---------------- | --- |
| 11 września 1993 | União São João EC – Portuguesa 2:1 Osias (2) – Paulinho Kobayashi                                              |
| 12 września 1993 | Paraná Clube – Desportiva Cariacica 6:1 Serginho Brasília, Gralak, Luís Américo, Davi, Toto, Marcão – Marcão s |
| 12 września 1993 | América Mineiro – Athletico Paranaense 0:0                                                                     |
| 12 września 1993 | Criciúma – Coritiba FBC 1:0 Omar                                                                               |

#### Kolejka 3
| Data             | Mecz                                                                |
| ---------------- | ------------------------------------------------------------------- |
| 18 września 1993 | São Paulo – EC Bahia 2:0 Dinho, Guilherme                           |
| 18 września 1993 | Cruzeiro EC – CR Flamengo 1:2 Ronaldo – Rogério, Marcelinho Carioca |
| 20 września 1993 | Botafogo FR – Corinthians Paulista 0:1 Rivaldo                      |
| 20 września 1993 | SC Internacional – CA Bragantino 1:1 Wágner – Sílvio                |

| Data             | Mecz                                                     |
| ---------------- | -------------------------------------------------------- |
| 18 września 1993 | Santos FC – Fluminense FC 0:2 Chiquinho, Nílson          |
| 18 września 1993 | Grêmio Porto Alegre – SE Palmeiras 1:1 Fabinho – Edmundo |
| 18 września 1993 | Atlético Mineiro – Sport Recife 0:1 Gilberto             |
| 20 września 1993 | CR Vasco da Gama – Guarani FC 0:0                        |

| Data             | Mecz                                                       |
| ---------------- | ---------------------------------------------------------- |
| 15 września 1993 | Goiás EC – Clube do Remo 1:2 Vivinho – Ageu, Alex          |
| 15 września 1993 | Paysandu SC – Náutico 1:1 Marcos Roberto – Gilberto        |
| 15 września 1993 | Fortaleza – Santa Cruz FC 1:2 Bujica – Célio, Cláudio Adão |
| 15 września 1993 | Ceará SC – EC Vitória 0:3 Claudinho (3)                    |

| Data             | Mecz                                                         |
| ---------------- | ------------------------------------------------------------ |
| 15 września 1993 | Portuguesa – América Mineiro 1:2 Bentinho – Fagundes, Euller |
| 15 września 1993 | Coritiba FBC – União São João EC 1:1 Paulo César – Chiquinho |
| 15 września 1993 | Criciúma – Desportiva Cariacica 2:1 Dauri, Soares – Wélber   |
| 16 września 1993 | Athletico Paranaense – Paraná Clube 0:0                      |

#### Kolejka 4
| Data                | Mecz                                                        |
| ------------------- | ----------------------------------------------------------- |
| 15 września 1993    | EC Bahia – Botafogo FR 1:0 Marcelo                          |
| 22 września 1993    | CR Flamengo – São Paulo 2:0 Casagrande, Edu Lima            |
| 6 października 1993 | CA Bragantino – Cruzeiro EC 1:0 Alberto                     |
| 9 października 1993 | Corinthians Paulista – SC Internacional 2:0 Leto, Tupãzinho |

| Data                | Mecz                                               |
| ------------------- | -------------------------------------------------- |
| 22 września 1993    | Guarani FC – Santos FC 2:1 Clóvis (2) – Guga       |
| 22 września 1993    | Fluminense FC – Atlético Mineiro 2:0 Jerry, Nílson |
| 22 września 1993    | Sport Recife – Grêmio Porto Alegre 1:0 Moura       |
| 9 października 1993 | SE Palmeiras – CR Vasco da Gama 2:0 Edílson, Zinho |

| Data             | Mecz                                                                |
| ---------------- | ------------------------------------------------------------------- |
| 18 września 1993 | EC Vitória – Clube do Remo 2:1 João Marcelo, Alex Alves – Biro-Biro |
| 18 września 1993 | Fortaleza – Náutico 1:1 Bujica – Rizza                              |
| 18 września 1993 | Ceará SC – Santa Cruz FC 0:1 Serginho                               |
| 18 września 1993 | Paysandu SC – Goiás EC 1:1 Carlos André – César Mineiro             |

| Data             | Mecz                                                                             |
| ---------------- | -------------------------------------------------------------------------------- |
| 18 września 1993 | União São João EC – Criciúma 5:1 Osias (3), Alexandre, Esquerdinha – Jairo Lenzi |
| 18 września 1993 | América Mineiro – Coritiba FBC 0:0                                               |
| 18 września 1993 | Paraná Clube – Portuguesa 1:0 Adoílson                                           |
| 18 września 1993 | Desportiva Cariacica – Athletico Paranaense 1:1 Márcio Bueno – Barbosa           |

#### Kolejka 5
| Data             | Mecz                                     |
| ---------------- | ---------------------------------------- |
| 25 września 1993 | CA Bragantino – Corinthians Paulista 0:0 |
| 26 września 1993 | Botafogo FR – CR Flamengo 0:1 Rogério    |
| 26 września 1993 | São Paulo – Cruzeiro EC 0:0              |
| 26 września 1993 | SC Internacional – EC Bahia 1:0 Vladimir |

| Data             | Mecz                                                                                       |
| ---------------- | ------------------------------------------------------------------------------------------ |
| 25 września 1993 | Sport Recife – Fluminense FC 1:1 Luís Carlos Carioca – Nílson                              |
| 26 września 1993 | CR Vasco da Gama – Grêmio Porto Alegre 2:4 Valdir, Geovani – Paulão, Caio, Gílson, Fabinho |
| 26 września 1993 | Santos FC – SE Palmeiras 3:1 Sérgio Manoel, Ranielli, Almir – Roberto Carlos               |
| 26 września 1993 | Atlético Mineiro – Guarani FC 1:0 Valdir                                                   |

| Data             | Mecz                                                                              |
| ---------------- | --------------------------------------------------------------------------------- |
| 22 września 1993 | Santa Cruz FC – Clube do Remo 5:1 Cláudio Adão (2), Willians, Arlan, Célio – Ageu |
| 22 września 1993 | Ceará SC – Náutico 1:0 Ronaldo                                                    |
| 22 września 1993 | Paysandu SC – EC Vitória 2:0 Rogerinho, Éverson                                   |
| 22 września 1993 | Fortaleza – Goiás EC 1:1 Alaílson – César Mineiro                                 |

| Data             | Mecz                                                                     |
| ---------------- | ------------------------------------------------------------------------ |
| 22 września 1993 | Desportiva Cariacica – União São João EC 1:0 Barbosa                     |
| 22 września 1993 | Portuguesa – Athletico Paranaense 2:0 Paulinho Kobayashi (2)             |
| 22 września 1993 | Criciúma – América Mineiro 3:1 Sílvio, Wílson, Clóvis – Paulo da Pinta s |
| 22 września 1993 | Coritiba FBC – Paraná Clube 0:0                                          |

#### Kolejka 6
| Data                 | Mecz                                                                                    |
| -------------------- | --------------------------------------------------------------------------------------- |
| 29 września 1993     | CR Flamengo – SC Internacional 3:0 Marcão s, Marcelinho Carioca, Casagrande             |
| 29 września 1993     | EC Bahia – Corinthians Paulista 1:3 Duda – Válber, Rivaldo, Zé Elias                    |
| 9 października 1993  | Cruzeiro EC – Botafogo FR 3:0 Ronaldo, Nonato, Macedo                                   |
| 10 października 1993 | São Paulo – CA Bragantino 3:3 Dinho, Valdeir, Palhinha – João Santos, Claudinho, Sílvio |

| Data             | Mecz                                                        |
| ---------------- | ----------------------------------------------------------- |
| 29 września 1993 | Guarani FC – Fluminense FC 3:1 Clóvis (2), Djalminha – Ézio |
| 29 września 1993 | Grêmio Porto Alegre – Santos FC 0:1 Darci                   |
| 29 września 1993 | CR Vasco da Gama – Sport Recife 0:1 Zinho                   |
| 30 września 1993 | SE Palmeiras – Atlético Mineiro 1:0 Edílson                 |

| Data             | Mecz                                               |
| ---------------- | -------------------------------------------------- |
| 26 września 1993 | Náutico – EC Vitória 0:2 Alex Alves Pichetti       |
| 26 września 1993 | Clube do Remo – Ceará SC 2:0 Giovanni, Édson Boaro |
| 26 września 1993 | Fortaleza – Paysandu SC 0:2 Oberdan, Éverson       |
| 26 września 1993 | Goiás EC – Santa Cruz FC 1:0 Vivinho               |

| Data             | Mecz                                                                                 |
| ---------------- | ------------------------------------------------------------------------------------ |
| 26 września 1993 | Paraná Clube – Criciúma 2:0 Adoílson, Gralak                                         |
| 26 września 1993 | América Mineiro – União São João EC 1:3 Marins – Israel (2), Osias                   |
| 26 września 1993 | Athletico Paranaense – Coritiba FBC 1:3 João Carlos Cavalo – Hélcio, Fernando, Cosme |
| 26 września 1993 | Portuguesa – Desportiva Cariacica 3:1 Bentinho (2), Paulinho Kobayashi – Dedé        |

#### Kolejka 7
| Data                | Mecz                                                              |
| ------------------- | ----------------------------------------------------------------- |
| 3 października 1993 | Corinthians Paulista – CR Flamengo 1:0 Rivaldo                    |
| 3 października 1993 | Botafogo FR – São Paulo 0:4 Palhinha (2), Toninho Cerezo, Valdeir |
| 3 października 1993 | SC Internacional – Cruzeiro EC 3:0 Adílson (2), Mazinho Loiola    |
| 3 października 1993 | EC Bahia – CA Bragantino 1:0 Marcelo                              |

| Data                | Mecz                                                                         |
| ------------------- | ---------------------------------------------------------------------------- |
| 2 października 1993 | Santos FC – CR Vasco da Gama 1:1 Neizinho – Valdir                           |
| 3 października 1993 | Fluminense FC – SE Palmeiras 2:4 Julinho, Nílson – Edílson (2), Zinho, Evair |
| 3 października 1993 | Atlético Mineiro – Grêmio Porto Alegre 0:0                                   |
| 4 października 1993 | Sport Recife – Guarani FC 0:0                                                |

| Data             | Mecz                                                                        |
| ---------------- | --------------------------------------------------------------------------- |
| 29 września 1993 | Clube do Remo – Fortaleza 6:0 Ageu (2), Édson Boaro, Giovanni, Júnior, Dema |
| 29 września 1993 | Ceará SC – Paysandu SC 2:0 Ronaldo, Wanks                                   |
| 29 września 1993 | Náutico – Goiás EC 0:0                                                      |
| 30 września 1993 | EC Vitória – Santa Cruz FC 2:1 Roberto Cavalo, Alex Alves – Serginho        |

| Data             | Mecz                                                                                      |
| ---------------- | ----------------------------------------------------------------------------------------- |
| 29 września 1993 | União São João EC – Paraná Clube 0:0                                                      |
| 29 września 1993 | Coritiba FBC – Portuguesa 2:2 Fernando (2) – Bentinho, Geraldão                           |
| 29 września 1993 | Criciúma – Athletico Paranaense 3:0 André Carpes (2), Everaldo                            |
| 29 września 1993 | Desportiva Cariacica – América Mineiro 1:4 Barbosa – Hamílton, Guttemberg, Euller, Flávio |

#### Kolejka 8
| Data                 | Mecz                                                                                 |
| -------------------- | ------------------------------------------------------------------------------------ |
| 9 października 1993  | CA Bragantino – SC Internacional 3:3 Ludo (2), Alberto – Mazinho Oliveira (2), Élson |
| 12 października 1993 | Corinthians Paulista – EC Bahia 5:1 Rivaldo (2), Viola (2), Válber – Marcelo         |
| 5 listopada 1993     | Cruzeiro EC – São Paulo 1:1 Ronaldo – Leonardo                                       |
| 12 listopada 1993    | CR Flamengo – Botafogo FR 2:0 Casagrande, Júnior Baiano                              |

| Data                 | Mecz                                                                       |
| -------------------- | -------------------------------------------------------------------------- |
| 9 października 1993  | Santos FC – Sport Recife 3:0 Guga (3)                                      |
| 9 października 1993  | Fluminense FC – Grêmio Porto Alegre 0:1 Charles                            |
| 10 października 1993 | SE Palmeiras – Guarani FC 3:1 Edmundo, Antônio Carlos, Evair – Fernando    |
| 12 października 1993 | Atlético Mineiro – CR Vasco da Gama 1:3 Reinaldo – William, França, Valdir |

| Data                | Mecz                                                             |
| ------------------- | ---------------------------------------------------------------- |
| 6 października 1993 | Santa Cruz FC – Náutico 1:2 Lê – Paulo Leme (2)                  |
| 6 października 1993 | Paysandu SC – Clube do Remo 1:1 Marcos Roberto – Giovanni        |
| 6 października 1993 | Fortaleza – Ceará SC 0:1 Osmar                                   |
| 7 października 1993 | EC Vitória – Goiás EC 3:1 Roberto Cavalo (2), Gerônimo – Wallace |

| Data                | Mecz                                                                           |
| ------------------- | ------------------------------------------------------------------------------ |
| 6 października 1993 | União São João EC – Athletico Paranaense 0:1 Paulo Rink                        |
| 6 października 1993 | Coritiba FBC – Desportiva Cariacica 0:0                                        |
| 6 października 1993 | Criciúma – Portuguesa 1:2 Everaldo – Dener (2)                                 |
| 6 października 1993 | América Mineiro – Paraná Clube 2:2 Ednélson s, Hamílton – Luís Américo, Gralak |

#### Kolejka 9
| Data                 | Mecz                                                                      |
| -------------------- | ------------------------------------------------------------------------- |
| 16 października 1993 | CA Bragantino – CR Flamengo 5:1 Claudinho (3), Sílvio (2) – Renato Gaúcho |
| 16 października 1993 | Corinthians Paulista – São Paulo 1:0 Simão                                |
| 17 października 1993 | EC Bahia – SC Internacional 0:1 Mazinho Loiola                            |
| 17 października 1993 | Botafogo FR – Cruzeiro EC 0:1 Ronaldo                                     |

| Data                 | Mecz                                                      |
| -------------------- | --------------------------------------------------------- |
| 16 października 1993 | Sport Recife – SE Palmeiras 1:2 Moura – Evair, Jean Carlo |
| 17 października 1993 | CR Vasco da Gama – Fluminense FC 2:0 Valdir, Pedro Renato |
| 17 października 1993 | Grêmio Porto Alegre – Guarani FC 0:1 Clóvis               |
| 18 października 1993 | Santos FC – Atlético Mineiro 1:0 Cuca                     |

| Data                 | Mecz                                                                               |
| -------------------- | ---------------------------------------------------------------------------------- |
| 10 października 1993 | Fortaleza – EC Vitória 3:1 Sérgio (2), Bujica – Pichetti                           |
| 10 października 1993 | Náutico – Clube do Remo 1:0 Paulo Leme                                             |
| 10 października 1993 | Goiás EC – Ceará SC 2:2 Vivinho, César Mineiro – Gílson, Ivanildo                  |
| 11 października 1993 | Paysandu SC – Santa Cruz FC 2:1 Mané Ferreira, Marquinhos Capixaba – Marco Antônio |

| Data                 | Mecz |
| -------------------- | --- |
| 9 października 1993  | Portuguesa – União São João EC 2:1 Bentinho, Dener – Osias                                                 |
| 10 października 1993 | Coritiba FBC – Criciúma 1:1 Jorge Luís – Ânderson                                                          |
| 10 października 1993 | Athletico Paranaense – América Mineiro 5:1 João Carlos Cavalo, Leomar, Ademir, Ronaldo s, Assis – Hamílton |
| 10 października 1993 | Desportiva Cariacica – Paraná Clube 0:0                                                                    |

#### Kolejka 10
| Data                 | Mecz                                                           |
| -------------------- | -------------------------------------------------------------- |
| 23 października 1993 | CA Bragantino – São Paulo 0:0                                  |
| 24 października 1993 | CR Flamengo – Cruzeiro EC 2:1 Edu Lima, Casagrande – Toninho   |
| 25 października 1993 | SC Internacional – Corinthians Paulista 1:1 Paulinho – Mabília |
| 5 listopada 1993     | Botafogo FR – EC Bahia 3:0 Sinval (2), Róbson                  |

| Data                 | Mecz                                                                         |
| -------------------- | ---------------------------------------------------------------------------- |
| 23 października 1993 | CR Vasco da Gama – SE Palmeiras 0:1 Zinho                                    |
| 23 października 1993 | Atlético Mineiro – Fluminense FC 1:2 Valdir – Nílson (2)                     |
| 24 października 1993 | Santos FC – Guarani FC 3:3 Guga (2), Zé Renato – Robert, Fernando, Clóvis    |
| 24 października 1993 | Grêmio Porto Alegre – Sport Recife 2:1 Carlos Miguel, Paulão – Marcelo Gomes |

| Data                 | Mecz                                                  |
| -------------------- | ----------------------------------------------------- |
| 13 października 1993 | Fortaleza – Clube do Remo 2:1 Sérgio (2) – Mauricinho |
| 13 października 1993 | Goiás EC – Náutico 3:0 Wallace (2), Vivinho           |
| 14 października 1993 | Paysandu SC – Ceará SC 1:0 Marquinhos Capixaba        |
| 14 października 1993 | Santa Cruz FC – EC Vitória 0:0                        |

| Data                 | Mecz                                                                             |
| -------------------- | -------------------------------------------------------------------------------- |
| 13 października 1993 | América Mineiro – Portuguesa 4:1 Hamílton (2), Euller (2) – Dener                |
| 13 października 1993 | Paraná Clube – Athletico Paranaense 0:4 Ademir, Dedé, Leomar, João Carlos Cavalo |
| 13 października 1993 | União São João EC – Coritiba FBC 3:1 Israel (3) – Heberth                        |
| 13 października 1993 | Desportiva Cariacica – Criciúma 1:2 Barbosa – Ânderson, Dauri                    |

#### Kolejka 11
| Data                 | Mecz                                                                                 |
| -------------------- | ------------------------------------------------------------------------------------ |
| 30 października 1993 | EC Bahia – São Paulo 1:1 Ramón Menezes – Palhinha                                    |
| 30 października 1993 | SC Internacional – CR Flamengo 2:0 Élson, Zinho                                      |
| 31 października 1993 | Corinthians Paulista – Botafogo FR 5:1 Viola (2), Rivaldo (2), Válber – André Duarte |
| 31 października 1993 | Cruzeiro EC – CA Bragantino 1:0 Ronaldo                                              |

| Data                 | Mecz                                                                             |
| -------------------- | -------------------------------------------------------------------------------- |
| 20 października 1993 | Guarani FC – CR Vasco da Gama 2:0 Clóvis (2)                                     |
| 28 października 1993 | Sport Recife – Atlético Mineiro 2:1 Sandro, Acácio – Zé Carlos                   |
| 30 października 1993 | SE Palmeiras – Grêmio Porto Alegre 3:1 Edmundo (2), Luciano s – Luciano          |
| 31 października 1993 | Fluminense FC – Santos FC 3:4 Nílson (2), Andrei – Guga (2), Axel, Sérgio Manoel |

| Data                 | Mecz                                                      |
| -------------------- | --------------------------------------------------------- |
| 17 października 1993 | Goiás EC – Paysandu SC 0:0                                |
| 17 października 1993 | Clube do Remo – EC Vitória 2:0 Mário César, Giovanni      |
| 17 października 1993 | Santa Cruz FC – Ceará SC 3:0 Serginho, Willians, Marcelo  |
| 17 października 1993 | Náutico – Fortaleza 3:1 Niquinha, André, Gilberto – Josué |

| Data                 | Mecz                                                                                 |
| -------------------- | ------------------------------------------------------------------------------------ |
| 16 października 1993 | Portuguesa – Paraná Clube 1:0 Paulinho Kobayashi                                     |
| 16 października 1993 | Athletico Paranaense – Desportiva 2:2 João Carlos Cavalo (2) – Marcelo Brito, Wélder |
| 17 października 1993 | Criciúma – União São João EC 1:1 Everaldo – Esquerdinha                              |
| 17 października 1993 | Coritiba FBC – América Mineiro 1:0 Hélcio                                            |

#### Kolejka 12
| Data             | Mecz                                                         |
| ---------------- | ------------------------------------------------------------ |
| 3 listopada 1993 | Botafogo FR – SC Internacional 2:0 Rogério, Róbson           |
| 7 listopada 1993 | Corinthians Paulista – CA Bragantino 2:1 Simão, Válber – Nei |
| 7 listopada 1993 | São Paulo – CR Flamengo 2:0 Müller, Palhinha                 |
| 7 listopada 1993 | Cruzeiro EC – EC Bahia 6:0 Ronaldo (5), Careca               |

| Data             | Mecz                                                                                                  |
| ---------------- | --- |
| 2 listopada 1993 | Sport Recife – CR Vasco da Gama 2:5 Luís Carlos Carioca, Bizu – França, Yan, Valdir, Júnior, Pimentel |
| 6 listopada 1993 | Atlético Mineiro – SE Palmeiras 2:3 Serginho, Toninho Pereira – Saulo, Edílson, Edmundo               |
| 7 listopada 1993 | Santos FC – Grêmio Porto Alegre 2:0 Júnior, Gallo                                                     |
| 8 listopada 1993 | Fluminense FC – Guarani FC 1:2 Celinho – Fernando, Tiba                                               |

| Data                 | Mecz                                                       |
| -------------------- | ---------------------------------------------------------- |
| 20 października 1993 | EC Vitória – Ceará SC 2:1 Alex Alves, Fabinho – Ronaldo    |
| 20 października 1993 | Náutico – Paysandu SC 0:0                                  |
| 20 października 1993 | Santa Cruz FC – Fortaleza 1:1 Marcelo – Eliézer            |
| 21 października 1993 | Clube do Remo – Goiás EC 4:0 Ageu (2), Guilherme, Tarcísio |

| Data                 | Mecz                                                          |
| -------------------- | ------------------------------------------------------------- |
| 20 października 1993 | União São João EC – Desportiva Cariacica 2:0 Dedé s, Osias    |
| 20 października 1993 | Paraná Clube – Coritiba FBC 3:0 Ednélson, Márcio s, Wanderlei |
| 20 października 1993 | Athletico Paranaense – Portuguesa 0:0                         |
| 20 października 1993 | América Mineiro – Criciúma 0:0                                |

#### Kolejka 13
| Data                 | Mecz                                                               |
| -------------------- | ------------------------------------------------------------------ |
| 9 października 1993  | CR Flamengo – EC Bahia 1:1 Marcelinho Carioca – Marcelo            |
| 28 października 1993 | Botafogo FR – CA Bragantino 1:1 Marcelo – Marcelo Prates           |
| 10 listopada 1993    | Corinthians Paulista – Cruzeiro EC 2:1 Válber, Rivaldo – Edenílson |
| 12 listopada 1993    | SC Internacional – São Paulo 1:1 Zinho – Leonardo                  |

| Data              | Mecz                                                                                         |
| ----------------- | -------------------------------------------------------------------------------------------- |
| 12 listopada 1993 | Guarani FC – Atlético Mineiro 2:0 Róbinson, Clóvis                                           |
| 10 listopada 1993 | SE Palmeiras – Santos FC 0:1 Guga                                                            |
| 11 listopada 1993 | Grêmio Porto Alegre – CR Vasco da Gama 4:1 Charles (2), Carlos Alberto Dias, Branco – Valdir |
| 11 listopada 1993 | Fluminense FC – Sport Recife 0:0                                                             |

| Data                 | Mecz                                                            |
| -------------------- | --------------------------------------------------------------- |
| 24 października 1993 | EC Vitória – Náutico 4:1 Claudinho (3), Alex Alves – Paulo Leme |
| 24 października 1993 | Paysandu SC – Fortaleza 1:0 Jairo                               |
| 24 października 1993 | Ceará SC – Clube do Remo 2:1 Júnior Xavier, Ronaldo – Tarcísio  |
| 24 października 1993 | Santa Cruz FC – Goiás EC 3:1 Marcelinho (2), Marcelo – Niltinho |

| Data                 | Mecz                                          |
| -------------------- | --------------------------------------------- |
| 24 października 1993 | União São João EC – América Mineiro 0:0       |
| 24 października 1993 | Desportiva Cariacica – Portuguesa 0:0         |
| 24 października 1993 | Criciúma – Paraná Clube 0:1 Serginho Brasília |
| 24 października 1993 | Coritiba FBC – Athletico Paranaense 0:0       |

#### Kolejka 14
| Data              | Mecz                                                                        |
| ----------------- | --------------------------------------------------------------------------- |
| 14 listopada 1993 | CR Flamengo – Corinthians Paulista 1:1 Marcelinho Carioca – Hergos          |
| 14 listopada 1993 | São Paulo – Botafogo FR 1:0 Müller                                          |
| 14 listopada 1993 | Cruzeiro EC – SC Internacional 4:1 Edenílson (2), Zelão, Ronaldo – Paulinho |
| 14 listopada 1993 | CA Bragantino – EC Bahia 2:2 Sílvio, Claudinho – Arthurzinho, Marcelo       |

| Data              | Mecz                                                                          |
| ----------------- | ----------------------------------------------------------------------------- |
| 13 listopada 1993 | Guarani FC – Sport Recife 2:0 Édson Pezinho, Djalminha                        |
| 14 listopada 1993 | SE Palmeiras – Fluminense FC 2:1 Maurílio, Sorato – Andrei                    |
| 14 listopada 1993 | Grêmio Porto Alegre – Atlético Mineiro 2:0 Carlos Alberto Dias, Carlos Miguel |
| 14 listopada 1993 | CR Vasco da Gama – Santos FC 1:1 Júnior – Guga                                |

| Data                 | Mecz                                                                                             |
| -------------------- | ------------------------------------------------------------------------------------------------ |
| 27 października 1993 | EC Vitória – Paysandu SC 5:2 Claudinho (3), Alex Alves, Pichetti – Mané Ferreira, Marcos Roberto |
| 27 października 1993 | Clube do Remo – Santa Cruz FC 3:1 Mauricinho (3) – Arlan                                         |
| 27 października 1993 | Goiás EC – Fortaleza 0:0                                                                         |
| 27 października 1993 | Náutico – Ceará SC 2:1 Maurício, Jéferson – Claudemir                                            |

| Data                 | Mecz                                                                    |
| -------------------- | ----------------------------------------------------------------------- |
| 27 października 1993 | Portuguesa – Coritiba FBC 3:0 Souza, Paulinho Kobayashi, Toninho Cajuru |
| 27 października 1993 | Paraná Clube – União São João EC 1:0 Cláudio                            |
| 27 października 1993 | Athletico Paranaense – Criciúma 0:1 Émerson                             |
| 27 października 1993 | América Mineiro – Desportiva Cariacica 0:0                              |

#### Tabele
| Poz | Klub                 | Mecze | Zw | Rem | Por | Pkt | BrZd | BrStr |
| --- | -------------------- | ----- | -- | --- | --- | --- | ---- | ----- |
| 1   | Corinthians Paulista | 14    | 10 | 4   | 0   | 24  | 27   | 8     |
| 2   | São Paulo            | 14    | 5  | 7   | 2   | 17  | 19   | 12    |
| 3   | CR Flamengo          | 14    | 6  | 4   | 4   | 16  | 17   | 16    |
| 4   | Cruzeiro EC          | 14    | 6  | 2   | 6   | 14  | 22   | 15    |
| 5   | SC Internacional     | 14    | 5  | 4   | 5   | 14  | 17   | 20    |
| 6   | CA Bragantino        | 14    | 2  | 9   | 3   | 13  | 18   | 16    |
| 7   | EC Bahia             | 14    | 2  | 4   | 8   | 8   | 10   | 29    |
| 8   | Botafogo FR          | 14    | 2  | 2   | 10  | 6   | 7    | 21    |

| Poz | Klub                | Mecze | Zw | Rem | Por | Pkt | BrZd | BrStr |
| --- | ------------------- | ----- | -- | --- | --- | --- | ---- | ----- |
| 1   | SE Palmeiras        | 14    | 10 | 2   | 2   | 22  | 27   | 14    |
| 2   | Santos FC           | 14    | 8  | 4   | 2   | 20  | 24   | 14    |
| 3   | Guarani FC          | 14    | 7  | 5   | 2   | 19  | 21   | 13    |
| 4   | Grêmio Porto Alegre | 14    | 6  | 3   | 5   | 15  | 20   | 17    |
| 5   | CR Vasco da Gama    | 14    | 5  | 3   | 6   | 13  | 19   | 20    |
| 6   | Sport Recife        | 14    | 4  | 3   | 7   | 11  | 10   | 21    |
| 7   | Fluminense FC       | 14    | 3  | 2   | 9   | 8   | 18   | 26    |
| 8   | Atlético Mineiro    | 14    | 1  | 2   | 11  | 4   | 7    | 21    |

| Poz | Klub          | Mecze | Zw | Rem | Por | Pkt | BrZd | BrStr |
| --- | ------------- | ----- | -- | --- | --- | --- | ---- | ----- |
| 1   | EC Vitória    | 14    | 9  | 2   | 3   | 20  | 27   | 14    |
| 2   | Clube do Remo | 14    | 8  | 1   | 5   | 17  | 28   | 17    |
| 3   | Paysandu SC   | 14    | 6  | 5   | 3   | 17  | 15   | 13    |
| 4   | Náutico       | 14    | 5  | 4   | 5   | 14  | 14   | 18    |
| 5   | Ceará SC      | 14    | 6  | 1   | 7   | 13  | 16   | 19    |
| 6   | Santa Cruz FC | 14    | 5  | 2   | 7   | 12  | 20   | 17    |
| 7   | Goiás EC      | 14    | 2  | 6   | 6   | 10  | 12   | 22    |
| 8   | Fortaleza     | 14    | 2  | 5   | 7   | 9   | 11   | 23    |

| Poz | Klub                 | Mecze | Zw | Rem | Por | Pkt | BrZd | BrStr |
| --- | -------------------- | ----- | -- | --- | --- | --- | ---- | ----- |
| 1   | Portuguesa           | 14    | 7  | 3   | 4   | 17  | 23   | 16    |
| 2   | Paraná Clube         | 14    | 6  | 5   | 3   | 17  | 17   | 11    |
| 3   | União São João EC    | 14    | 6  | 4   | 4   | 16  | 21   | 11    |
| 4   | Criciúma             | 14    | 6  | 3   | 5   | 15  | 18   | 20    |
| 5   | América Mineiro      | 14    | 4  | 6   | 4   | 14  | 18   | 18    |
| 6   | Coritiba FBC         | 14    | 3  | 7   | 4   | 13  | 10   | 15    |
| 7   | Athletico Paranaense | 14    | 3  | 6   | 5   | 12  | 14   | 16    |
| 8   | Desportiva Cariacica | 14    | 1  | 6   | 7   | 8   | 9    | 23    |

Legenda
|  |                         |
|  | Awans do drugiego etapu |
|  | Baraże                  |
|  | Spadek do II ligi       |

#### Baraże
| Paraná Clube – EC Vitória 1:1 i 0:0 1 07.11 1993 Nei Santos – Alex Alves 2 14.11 1993 do kolejnego etapu mistrzostw awansował klub Vitória, który zdobył więcej punktów w rozgrywkach grupowych |
| Clube do Remo – Portuguesa 5:2 i 0:2 1 07.11 1993 Ageu (2), Mauricinho, Guilherme, Tarcísio – Paulinho Kobayashi, Dener 2 14.11 1993 Bentinho (2)                                               |

### Drugi etap
W drugim etapie 8 klubów podzielonych zostało na dwie grupy po 4 kluby (E i F). Zwycięzcy grup zmierzyli się na koniec w finale.

#### Kolejka 1
| Data              | Mecz                                                                      |
| ----------------- | ------------------------------------------------------------------------- |
| 20 listopada 1993 | Corinthians Paulista – Santos FC 3:2 Rivaldo, Válber, Zé Elias – Guga (2) |
| 20 listopada 1993 | EC Vitória – CR Flamengo 1:0 Roberto Cavalo                               |

| Data              | Mecz                                               |
| ----------------- | -------------------------------------------------- |
| 21 listopada 1993 | SE Palmeiras – São Paulo 1:1 Edílson – Leonardo    |
| 22 listopada 1993 | Clube do Remo – Guarani FC 1:1 Agnaldo – Djalminha |

#### Kolejka 2
| Data              | Mecz                                                                    |
| ----------------- | ----------------------------------------------------------------------- |
| 24 listopada 1993 | EC Vitória – Corinthians Paulista 2:1 Claudinho, Alex Alves – Tupãzinho |
| 26 listopada 1993 | CR Flamengo – Santos FC 1:1 Rogério – Neizinho                          |

| Data              | Mecz                                                |
| ----------------- | --------------------------------------------------- |
| 25 listopada 1993 | Guarani FC – SE Palmeiras 1:2 Djalminha – Zinho (2) |
| 26 listopada 1993 | São Paulo – Clube do Remo 2:0 Müller, Palhinha      |

#### Kolejka 3
| Data              | Mecz                                                                                  |
| ----------------- | ------------------------------------------------------------------------------------- |
| 28 listopada 1993 | Santos FC – EC Vitória 3:3 Guga (2), Júnior – Paulo Isidoro, Roberto Cavalo, Pichetti |
| 28 listopada 1993 | CR Flamengo – Corinthians Paulista 1:1 Renato Gaúcho – Viola                          |

| Data              | Mecz                                                                |
| ----------------- | ------------------------------------------------------------------- |
| 28 listopada 1993 | São Paulo – Guarani FC 3:2 Palhinha, Juninho, Cafu – Clóvis, Alex   |
| 28 listopada 1993 | Clube do Remo – SE Palmeiras 1:2 Guilherme – César Sampaio, Edmundo |

#### Kolejka 4
| Data           | Mecz                                                                                        |
| -------------- | ------------------------------------------------------------------------------------------- |
| 1 grudnia 1993 | EC Vitória – Santos FC 2:2 Paulo Isidoro (2) – Guga, Cuca                                   |
| 1 grudnia 1993 | Corinthians Paulista – CR Flamengo 2:2 Tupãzinho, Viola – Marcelinho Carioca, Renato Gaúcho |

| Data           | Mecz                                                  |
| -------------- | ----------------------------------------------------- |
| 1 grudnia 1993 | Clube do Remo – São Paulo 0:1 André                   |
| 1 grudnia 1993 | SE Palmeiras – Guarani FC 3:0 Edílson, Evair, Edmundo |

#### Kolejka 5
| Data           | Mecz                                                                               |
| -------------- | ---------------------------------------------------------------------------------- |
| 4 grudnia 1993 | Santos FC – CR Flamengo 2:1 Ranielli, Almir – Lula s                               |
| 5 grudnia 1993 | Corinthians Paulista – EC Vitória 2:2 Rivaldo, Henrique – Roberto Cavalo, Pichetti |

| Data           | Mecz                                                                                               |
| -------------- | -------------------------------------------------------------------------------------------------- |
| 4 grudnia 1993 | São Paulo – SE Palmeiras 0:2 Edmundo, César Sampaio                                                |
| 5 grudnia 1993 | Guarani FC – Clube do Remo 8:2 Clóvis (3), Tiba (3), Henrique, Édson Pezinho – Giovanni, Guilherme |

#### Kolejka 6
| Data           | Mecz                                                        |
| -------------- | ----------------------------------------------------------- |
| 8 grudnia 1993 | CR Flamengo – EC Vitória 1:1 Renato Gaúcho – Roberto Cavalo |
| 8 grudnia 1993 | Santos FC – Corinthians Paulista 1:2 Almir – Rivaldo, Viola |

| Data              | Mecz                                 |
| ----------------- | ------------------------------------ |
| 19 listopada 1993 | Guarani FC – São Paulo 0:1 Guilherme |
| 8 grudnia 1993    | SE Palmeiras – Clube do Remo 0:0     |

#### Tabele
| Poz | Klub                 | Mecze | Zw | Rem | Por | Pkt | BrZd | BrStr |
| --- | -------------------- | ----- | -- | --- | --- | --- | ---- | ----- |
| 1   | EC Vitória           | 6     | 2  | 4   | 0   | 8   | 11   | 9     |
| 2   | Corinthians Paulista | 6     | 2  | 3   | 1   | 7   | 11   | 10    |
| 3   | Santos FC            | 6     | 1  | 3   | 2   | 5   | 11   | 12    |
| 4   | CR Flamengo          | 6     | 0  | 4   | 2   | 4   | 6    | 8     |

| Poz | Klub          | Mecze | Zw | Rem | Por | Pkt | BrZd | BrStr |
| --- | ------------- | ----- | -- | --- | --- | --- | ---- | ----- |
| 1   | SE Palmeiras  | 6     | 4  | 2   | 0   | 10  | 10   | 3     |
| 2   | São Paulo     | 6     | 4  | 1   | 1   | 9   | 8    | 5     |
| 3   | Guarani FC    | 6     | 1  | 1   | 4   | 3   | 12   | 12    |
| 4   | Clube do Remo | 6     | 0  | 2   | 4   | 2   | 4    | 14    |

### Finał
| EC Vitória – SE Palmeiras 0:1 i 0:2 |
| 12 grudnia 1993 Salvador Estádio Fonte Nova (77 772) EC Vitória – SE Palmeiras 0:1 (0:0) Sędzia: Renato Marsiglia Bramki: 0:1 Edílson 77 Esporte Clube Vitória (trener Fito Neves): Dida – Rodrigo, João Marcelo (Evandro), China, Renato Martins, Gil Sergipano, Roberto Cavalo, Paulo Isidoro (Gerônimo), Pichetti, Alex Alves, Claudinho SE Palmeiras (trener Wanderley Luxemburgo): Sérgio – Cláudio (Amaral), Cléber, Antônio Carlos, Roberto Carlos, César Sampaio, Mazinho, Edílson (Jean Carlo), Zinho, Edmundo, Evair.                |
| 19 grudnia 1993 São Paulo Estádio do Morumbi (88 644) SE Palmeiras – EC Vitória 2:0 (2:0) Sędzia: Márcio Rezende de Freitas Bramki: 1:0 Evair 4, 2:0 Edmundo 23 SE Palmeiras (trener Wanderley Luxemburgo): Sérgio – Gil Baiano, Antônio Carlos, Cléber, Roberto Carlos, César Sampaio, Mazinho, Edílson (Jean Carlo), Zinho, Edmundo, Evair Esporte Clube Vitória (trener Fito Neves): Dida – Rodrigo, João Marcelo, China, Renato Martins, Gil Sergipano, Roberto Cavalo, Paulo Isidoro, Alex Alves, Claudinho (Fabinho), Giuliano (Evandro) |

Mistrzem Brazylii w 1993 roku został klub SE Palmeiras, natomiast klub EC Vitória został wicemistrzem Brazylii.

## Końcowa klasyfikacja sezonu 1993
| Poz | Klub                 | Mecze | Zw | Rem | Por | Pkt | BrZd | BrStr |
| --- | -------------------- | ----- | -- | --- | --- | --- | ---- | ----- |
| 1   | SE Palmeiras         | 22    | 16 | 4   | 2   | 36  | 40   | 17    |
| 2   | EC Vitória           | 24    | 11 | 8   | 5   | 30  | 39   | 27    |
| 3   | Corinthians Paulista | 20    | 12 | 7   | 1   | 31  | 38   | 18    |
| 4   | São Paulo            | 20    | 9  | 8   | 3   | 26  | 27   | 17    |
| 5   | Santos FC            | 20    | 9  | 7   | 4   | 25  | 35   | 26    |
| 6   | Guarani FC           | 20    | 8  | 6   | 6   | 22  | 33   | 25    |
| 7   | Clube do Remo        | 22    | 9  | 3   | 10  | 21  | 37   | 35    |
| 8   | CR Flamengo          | 20    | 6  | 8   | 6   | 20  | 23   | 24    |
| 9   | Portuguesa           | 16    | 8  | 3   | 5   | 19  | 27   | 21    |
| 10  | Paraná Clube         | 16    | 6  | 7   | 3   | 19  | 18   | 12    |
| 11  | Grêmio Porto Alegre  | 14    | 6  | 3   | 5   | 15  | 20   | 17    |
| 12  | Cruzeiro EC          | 14    | 6  | 2   | 6   | 14  | 22   | 15    |
| 13  | SC Internacional     | 14    | 5  | 4   | 5   | 14  | 17   | 20    |
| 14  | CA Bragantino        | 14    | 2  | 9   | 3   | 13  | 18   | 16    |
| 15  | CR Vasco da Gama     | 14    | 5  | 3   | 6   | 13  | 19   | 20    |
| 16  | Sport Recife         | 14    | 4  | 3   | 7   | 11  | 10   | 21    |
| 17  | Fluminense FC        | 14    | 3  | 2   | 9   | 8   | 18   | 26    |
| 18  | EC Bahia             | 14    | 2  | 4   | 8   | 8   | 10   | 29    |
| 19  | Botafogo FR          | 14    | 2  | 2   | 10  | 6   | 7    | 21    |
| 20  | Atlético Mineiro     | 14    | 1  | 2   | 11  | 4   | 7    | 21    |
| 21  | Paysandu SC          | 14    | 6  | 5   | 3   | 17  | 15   | 13    |
| 22  | União São João EC    | 14    | 6  | 4   | 4   | 16  | 21   | 11    |
| 23  | Criciúma             | 14    | 6  | 3   | 5   | 15  | 18   | 20    |
| 24  | América Mineiro      | 14    | 4  | 6   | 4   | 14  | 18   | 18    |
| 25  | Náutico              | 14    | 5  | 4   | 5   | 14  | 14   | 18    |
| 26  | Ceará SC             | 14    | 6  | 1   | 7   | 13  | 16   | 19    |
| 27  | Coritiba FBC         | 14    | 3  | 7   | 4   | 13  | 10   | 15    |
| 28  | Santa Cruz FC        | 14    | 5  | 2   | 7   | 12  | 20   | 17    |
| 29  | Athletico Paranaense | 14    | 3  | 6   | 5   | 12  | 14   | 16    |
| 30  | Goiás EC             | 14    | 2  | 6   | 6   | 10  | 12   | 22    |
| 31  | Fortaleza            | 14    | 2  | 5   | 7   | 9   | 11   | 23    |
| 32  | Desportiva Cariacica | 14    | 1  | 6   | 7   | 8   | 9    | 23    |